# Casshan ~Kaze no Bohyou~
Casshan ~Kaze no Bohyou~ é um single de Hironobu Kageyama lançado pela Nippon Columbia em 21 de julho de 1993 com quatro faixas.

## Produção
As duas faixas foram compostas para o remake do anime Casshan, sendo que a faixa-título serviu de abertura e primeiro encerramento, e o lado B foi o segundo.
A banda de Kageyama, BROADWAY, tocou as músicas nas gravações do single.
O guitarrista Hiroaki Matsuzawa, da banda MAKE-UP, compôs a faixa-título. Matsuzawa teve uma longa carreira compondo músicas de heavy metal e anisons até seu falecimento em 2010. Sua composição de maior sucesso no Brasil, facilmente, é a primeira abertura do anime Os Cavaleiros do Zodíaco, "Pegasus Fantasy".
A composição do lado B ficou por conta de Gouji Tsuno, que já trabalhou na trilha de diversos animes e séries de tokusatsu, incluindo "Kishin Douji Zenki" e músicas da franquia Bakusō Kyōdai Let's & Go.
Já as letras ficaram a cargo de Kazunori Sonobe, desta vez não usando seu comum nome artístico, Reo Rinozuka. Ele escreveu inúmeras canções para Kageyama, incluindo "GET THE WORLD" e "Kishin Douji Zenki".

## Legado
As duas canções marcaram a carreira de Kageyama, sendo presença constante em shows e coletâneas do cantor. Elas podem ser encontradas nos álbuns CYVOX; Power Live'95 CYVOX; Hironobu Kageyama 20th Anniversary Eternity; Power Live '98; BEST & LIVE; e Kage chan Pack ~Kimi to Boku no Daikoushin~.

## Faixas
| N.º            | Título                                                  | Letras          | Música            | Arranjo        | Duração |  |
| 1.             | "Casshan ~Kaze no Bohyou~"                              | Kazunori Sonobe | Hiroaki Matsuzawa | H. Matsuzawa   | 3:54    |  |
| 2.             | "STAND ALONE ~Karehateta Kokoro ni~"                    | K. Sonobe       | Gouji Tsuno       | G. Tsuno       | 5:10    |  |
| 3.             | "Casshan ~Kaze no Bohyou~ (Original Karaoke)"           | instrumental    | H. Matsuzawa      | H. Matsuzawa   | 3:54    |  |
| 4.             | "STAND ALONE ~Karehateta Kokoro ni~ (Original Karaoke)" | instrumental    | G. Tsuno          | G. Tsuno       | 5:10    |  |
| Duração total: | Duração total:                                          | Duração total:  | Duração total:    | Duração total: | 18:08   |  |